# Foreverland
Foreverland es una película dramática dirigida por Max McGuire y protagonizada por Max Thieriot.

## Descripción
Foreverland cuenta la historia de Will, un joven enfermo de fibrosis quística, una enfermedad terminal, que se encarga de llevar las cenizas de su amigo a un santuario de curación legendario en México. Junto con la hermana del difunto, Will se embarca en un viaje épico, encontrándose a un elenco de personajes memorables en el camino. Trata de los sueños y el coraje de perseguirlos, la esperanza, la risa y los pequeños milagros de la vida.

## Argumento
A los 21 años, el mundo parece no tener límites, un horizonte inalcanzable, y es común pensar en el camino que se avecina al finalizar la universidad, cómo financiar un viaje de mochilero por Europa, o simplemente sobre enamorarse locamente.
Pero a sus 21 años la mente de Will está en otro lado. Piensa en las 2 horas de fisioterapia que va a realizar esa tarde y en la media docena de Creonte-20 que se bebió con sus panqueques en la mañana. Está preocupado por la obstrucción crónica de sus bronquios, por la aparición temprana de la osteoporosis. Él está pensando en lo que significa haber nacido con Fibrosis Quística, una enfermedad terminal que absorbe la juventud.
Solitario, sarcástico y siempre racional, Will se resigna a su suerte. Hasta que un día cae un rayo del cielo en forma de su viejo amigo de la infancia, Bobby, también enfermo de Fibrosis Quística y que murió por la enfermedad. Bobby le pide a Will desde el más allá que lleve sus cenizas a un santuario legendario de curación en México.
Acompañado por Hannah, la hermana de Bobby, Will se embarca en un viaje épico por la autopista de la Costa del Pacífico - desde Vancouver, BCS - siguiendo la línea de la costa EE.UU, en el corazón del desierto de la península de Baja California, encontrándose con algunas dificultades y con un elenco de personajes memorables en el camino.

## Elenco
- Max Thieriot como Will.
- Laurence Leboeuf como Hannah.
- Demian Bichir como Salvador.
- Sarah Wayne Callies como Fran.
- Juliette Lewis como Vicky.
- Thomas Dekker como Bobby.
- Matt Frewer como Mr. Steadman
- Gary Farmer como Moe.
- Miriam Colon como Esperanza.
- Barry Bowman como Priest.
- Chris Shields como Dr. Abissi
- Douglas O'Keeffe como Carl.
- Peter Yunker como Ron Hodges.

## Soundtrack
- Joel Plaskett - Through & Through & Through
- Lili Haydn - To Build a Home
- Cat Power - I Found a Reason
- Cinematic Orchestra - To Build a Home
- Billie the Kid - Just Trying to Get By

## Premios
- Whistler Film Festival 2011 (Honourable mention Audience Favourite)
- Palm Springs Film Festival 2012 (Top Five audience pick of 200)
- Victoria Film Festival 2012
- Belize International Film Festival 2012
- Milano International Film Festival 2012
- Oaxaca Film Fest 2012 (Cinematography Award)